# Деловое общение
Деловое общение — вид общения, подчиненный достижению общих или индивидуальных целей коммуникаторов. Чаще всего это коммерческие, производственные или научные цели.
Деловое общение — это коммуникативная предметно-целевая и по преимуществу профессиональная деятельность в сфере социально-правовых и экономических связей (М. В. Колтунова 2005)..

## Особенности делового общения
1. Партнер в деловом общении всегда выступает как личность, значимая для субъекта.
2. Общающихся людей отличает хорошее взаимопонимание в вопросах дела.
3. Основная задача делового общения — продуктивное сотрудничество[1].

В зависимости от различных признаков деловое общение делится на:
- устное
- письменное;

с точки зрения — однонаправленности/ двунаправленности речи между говорящим и слушающим:
- диалогическое
- монологическое;

с точки зрения количества участников:
- межличностное
- публичное;

с точки зрения отсутствия/наличия опосредующего аппарата:
- непосредственное
- опосредованное;

с точки зрения положения коммуникантов в пространстве:
- контактное
- дистантное[2].

## Формы делового общения
Деловая беседа — межличностное речевое общение нескольких собеседников с целью разрешения определенных деловых проблем или установления деловых отношений. Наиболее распространенная и чаще всего применяемая форма деловой коммуникации.
Деловая беседа по телефону — способ оперативной связи, значительно ограниченной по времени, требующей от обеих сторон знание правил этикета телефонных разговоров (приветствие, взаимопредставление, сообщение и обсуждение предмета звонка, подведение итогов, выражение признательности, прощание).
Деловые переговоры — обмен мнениями для достижения какой-либо цели, выработки соглашения сторон.
Служебное совещание — один из эффективных способов привлечения сотрудников к процессу принятия решений, инструмент управления причастностью сотрудников к делам своего подразделения или организации в целом.
Деловая дискуссия — обмен мнениями по деловому вопросу в соответствии с более или менее определенными правилами процедуры и с участием всех или отдельных её участников.
Пресс-конференция — встреча официальных лиц (руководителей, политических деятелей, представителей государственной власти, специалистов по связям с общественностью, бизнесменов и т. п.) с представителями прессы, телевидения, радио с целью информирования общественности по актуальным вопросам.
Публичная речь — монологическая ораторская речь, адресованная определенной аудитории, которая произносится с целью информирования слушателей и оказания на них желаемого воздействия (убеждение, внушение, воодушевление, призыв к действию и т. д.).
Деловая переписка — письменная форма взаимодействия с партнерами, заключающаяся в обмене деловыми письмами по почте либо по электронной почте. Деловое письмо — это краткий документ, выполняющий несколько функций и касающийся одного или нескольких взаимосвязанных вопросов. Применяется для связи с внешними структурами, а также внутри организации для передачи информации между физическими и юридическими лицами на расстоянии.
Интервью — форма деловой беседы, предназначенная для опубликования в прессе, в электронно-цифровых источниках или передачи по телевидению, радио.
Пресс-конференция — встреча с журналистами для того, чтобы довести до широкой публики важную политическую, экономическую, социальную информацию, сообщить о действиях организаций, имеющих большую значимость для общественности.
Презентация — это форма деловой коммуникации, осуществляемой для передачи информации и идей, убеждения в необходимости тех или иных действий, привлечения внимания к организации, персоне.
Также формами делового общения являются Публичные торги и Презентация.

## Технология делового общения
1. Вербальное общение — устная словесная передача информации.
2. Невербальное общение — информация, передаваемая с помощью невербальных средств общения (жестов, мимики, интонации, позы тела и т. д.).
3. Дистанционное общение — передача информации с использованием различных видов технических средств (телефон, факсимильный метод, почта, интернет-коммуникации, электронная почта, системы теле- и радиовещания).

## Этика делового общения
Этика делового общения является профессиональной этикой, регулирующей систему отношений между людьми в сфере бизнеса. Деловое общение должно протекать в соответствии с профессионально-этическими нормами и стандартами. Их можно объединить в две группы:
- первая группа — комплекс этических представлений, норм, оценок, которыми личность владеет от рождения, представление о том, что такое добро и что такое зло — то есть собственный этический кодекс, с которым человек живёт и работает, какую бы должность он ни занимал и какую бы работу ни исполнял;
- вторая группа — те нормы и стандарты, привносимые извне: правила внутреннего распорядка организации, этический кодекс фирмы, устные указания руководства, профессиональный этический кодекс[7].